# 約珥書
《約珥書》或譯《岳厄爾》（希伯來語：ספר יוֹאֵל），是旧约圣经中的一卷。是圣经全书第29本，也是小先知书的一部。本書的作者是約珥。
約珥的寫作生動傳神，寓意深長。他擅於反覆强調和運用明確有力的比喻。他將蝗蟲比喻為國家、衆民及大隊戰士。牠們的牙齒如獅子的牙齒，形狀如馬，牠們的響聲如同大隊兵士駕着戰車，擺陣預備打仗。《詮釋者聖經》引述一位防治蝗蟲專家的評論説：“約珥對蝗蟲侵襲的描述極為傳神、詳盡和真實。”其內容主要是描述四周政權對以色列四個階段的殘害以及神對殘害者的懲罰，並祂在復興時在以色列掌權。

## 关于作者
這本書一開始便説：“耶和華的話臨到毗土珥的兒子約珥。”聖經對約珥的生平就只有這麽簡短的描述。聖經所着重的是書中的內容而非執筆者本身。“約珥”這個名字的意思是“耶和華是上帝”。約珥對耶路撒冷的聖殿和殿中各項職事均十分熟悉，這顯示他可能在耶路撒冷或猶大執筆寫成這本書，他可能是屬於祭司的團體。

## 写作时间
约珥书的写作时间難以完全確定。學者們衆説紛紜，主要分成兩派：被擄前和被擄後；推斷的日期從早於公元前800年至大約公元前400年不等。從經文對耶和華在約沙法谷向列國施行審判的描述看來，約珥寫這些預言應當是在耶和華使猶大王約沙法在戰役中大獲全勝之後，即在約沙法於公元前936年登基為王之後。預言者阿摩司也許曾引用約珥書的經文，這意味到約珥的預言寫成的時間較阿摩司書為早，而阿摩司則是在公元前829至804年期間説預言的。此書在希伯來文聖經正典中被列在何西阿書和阿摩司書之間也顯示它可能寫成於較早的時期。是故約珥説預言的日子大約是公元前820年。

## 真确性
基督教希臘文聖經引用了書中的若干預言，由此可見這些預言都是真實可靠的。在五旬節那天，彼得談及“先知約珥”，並引證他所説的一個預言。保羅也引用同一個預言，並指出這預言如何應驗在猶太人和非猶太人身上。約珥對鄰國所作的不利預言已完全獲得應驗。泰爾大城被尼布甲尼撒二世圍攻，亞歷山大大帝則在不久之後將附屬的島城完全摧毁。非利士也同樣被消滅了，以東則淪為曠野。（《約珥書》第3章第4节至第19节参）猶太人從沒有懷疑約珥書的正典地位，他們把這本書編為所謂後先知時期“十二先知書”的第二本。

## 主要内容

### 蝗蟲入侵成災；耶和華的日子臨近
（覆盖《約珥書》第1章第1节参至《約珥書》第2章第11节参）約珥在異象裏所目睹的災情驚心動魄！大群剪蟲、蝗蟲、蝻子和螞蚱發動毁滅性的侵襲。牠們把葡萄樹和無花果樹都剝吃淨盡，使枝子露白，全地都饑荒缺糧。穀類供物和飲品供物都從耶和華的殿中斷絶。約珥警告事奉上帝的衆祭司必須幡然悔悟。“哀哉！”他呼喊説，“耶和華的日子臨近了。這日來到，好像毁滅從全能者來到。”（约珥书1:15）走獸都驚慌亂竄。烈火把田野的樹木燒盡，大火把曠野燒光。
發出警報吧！“你們要在錫安吹角，在我聖山吹出大聲。”（约珥书2:1）耶和華的日子近了，那是個黑暗幽冥的日子。看哪！有一隊又强又大的民。牠們把有如伊甸般的美地變成荒涼的曠野。沒有什麽東西能躲避牠們。牠們的形狀如馬，在山頂奔騰，發出有如戰車的響聲。牠們如同戰士闖城，躥上牆，爬進房屋，衝入窗户。牠們一來，地動天搖。耶和華指揮這隊大軍。“耶和華的日子大而可畏，誰能當得起呢？”（约珥书2:11）

### 轉向耶和華；聖靈傾下
（覆盖《約珥書》第2章第12节至第32节参）雖然如此，但仍有方法制止這種侵襲。耶和華勸勉説：“你們應當⋯⋯一心歸向我，⋯⋯要撕裂心腸，不撕裂衣服，歸向耶和華──你們的上帝。”（约珥书2:12-13）有號角響起，宣告嚴肅會。他們若歸向上帝，“耶和華就為自己的地發熱心，憐恤祂的百姓。”（约珥书2:18）上帝會祝福和寬恕他們，入侵的蝗蟲必被趕退。這不是懼怕的時候，相反，要歡喜快樂，因為果子和麥子都必豐收，新酒和油也必盈溢。蝗蟲大軍在這些年間所吃的，耶和華必補償。祂的應許是：“你們必多吃而得飽足，就讚美為你們行奇妙事之耶和華──你們上帝的名。”（约珥书2:26）他們必知道上帝在以色列中間，唯獨耶和華才是他們的上帝。
“以後，我要將我的靈澆灌凡有血氣的，”耶和華説，“你們的兒女要説預言；你們的老年人要做異夢，少年人要見異象。在那些日子，我要將我的靈澆灌我的僕人和使女。”耶和華大而可畏的日子未到以前，日頭和月亮都要顯出可怕的奇事。然而必有生還的人。“凡求告耶和華名的就必得救。”《約珥書》第2章第28节至第32节参。

### 上帝必在“約沙法谷”審判列國
（覆盖《約珥書》第3章第1节至第21节参）耶和華必使猶大和耶路撒冷被擄之人歸回。上帝要招聚列國，泰爾、西頓和非利士都必須承擔羞辱和奴役耶和華百姓的罪責。耶和華向列國挑戰：“當在萬民中宣告説：要預備打仗；激動勇士，使一切戰士上前來。”（约珥书3:9）讓他們將犁頭打成刀劍，一同聚集到約沙法（意思是“耶和華是審判官”）谷。耶和華發出命令：“開鐮吧！因為莊稼熟了，因為⋯⋯酒池盈溢，他們的罪惡甚大。許多許多的人在斷定谷，因為耶和華的日子臨近。”（约珥书3:13-14）日月昏暗無光。耶和華必從錫安吼叫，使天地震動，但祂卻要作祂百姓的避難所和保障。他們就知道祂是耶和華，是他們的上帝。
“到那日，所見的是多麽豐饒的樂園景象！”（约珥书3:18）大山要滴甜酒，小山要流奶子，溪河必有水長流。必有泉源從耶和華的殿中流出來。埃及和以東必成為荒場，因他們向猶大施暴，流了無辜人的血，但猶大和耶路撒冷卻必永遠為人所居，“因為耶和華住在錫安。”（约珥书3:21）

## 基督新教觀點
有些注釋家將約珥稱為憂鬱的預言者。但在上帝的子民看來，他卻是上帝榮耀的拯救信息的宣揚者。使徒保羅在羅馬書10:13强調這點説：“因為‘凡求告耶和華名的，就必得救。’”（约珥书2:32）在公元33年五旬節的日子，約珥的預言獲得了令人驚訝的應驗。當時彼得在聖靈感動之下解釋，上帝將聖靈傾澆在基督的門徒身上正好應驗了約珥書的預言。彼得特别强調約珥這句話的預言性含義：“凡求告耶和華名的，就必得救。”
我們可以看出約珥所描述的蝗災和啟示錄第9章所預言的災殃有許多令人驚異的相似之處。兩者同樣提及日頭昏暗，蝗蟲的形狀有如預備出戰的馬，發出像馬車疾駛般的聲音，並且有獅子般的牙齒。約珥書2：31的預言談到日頭變為黑暗，以賽亞書13:9-10及啟示錄6：12-17也論及類似的事件；耶穌則在馬太福音24:29-30表示這個預言會應驗在他以人子的身分帶着權能和榮耀來臨的時候。約珥書2:11説：“耶和華的日子大而可畏，”看來瑪拉基書4:5所指的便是這件事。在約珥書2:2和西番雅書1:14-15也見到對這個「黑暗幽冥的日子」所作的類似描述。
啟示錄的預言瞻望上帝忿怒的“大日”來臨。（启示录6:17）約珥也預言到同一個時候。他表明“耶和華的日子”臨到列國時，凡求告祂而仰賴祂保護拯救的人必定會安然無恙，得以“逃脱”。“耶和華要作祂百姓的避難所。”伊甸園的繁榮會恢復過來：“到那日，大山要滴甜酒；小山要流奶子；猶大溪河都有水流。必有泉源從耶和華的殿中流出來。”約珥提出這些光明的復興應許時也顯揚耶和華上帝的至高統治權，並根據祂的莫大憐憫向一切心地誠懇的人發出邀請説：“要⋯⋯歸向耶和華──你們的上帝；因為祂有恩典，有憐憫，不輕易發怒，有豐盛的慈愛。”一切響應上帝所感示的這項邀請的人都會獲得永遠的裨益。

### 閱讀聖經
- 約珥書 （页面存档备份，存于）
- 约珥书 （页面存档备份，存于）